# Пешић
Пешић је српско и хрватско презиме. То је највероватније етимолошки је повезана са пешака.

## Познати људи
- Александар Пешић (1992– ), српски фудбалер
- Бранко Пешић (1921–2006), српски архитекта
- Бранко Пешић (1922–1986), југословенски политичар
- Вера Пешић (1919–1944), српска шпијунка
- Весна Пешић (1940– ), српски социолог и бивша политичарка
- Вукашин Пешић (1893–1979), српски глумац
- Драгиша Пешић (1954– ), црногорски политичар
- Драгомир Пешић (1957– ), српски филмски и позоришни глумац
- Зоран Пешић Сигма (1960– ), српски писац
- Никола Пешић (1973– ), српски вајар
- Петар Пешић (1871–1944), генерал српске војске
- Радивоје Пешић (1931–1993), српски историјски лингвиста
- Светислав Пешић (1949–), бивши југословенски кошаркаш
- Станислава Пешић (1941–1997), филмска, позоришна и телевизијска глумица
- Стеван Пешић (1939–1994), српски и југословенски писац и песник